# Matrimonio (derecho romano)

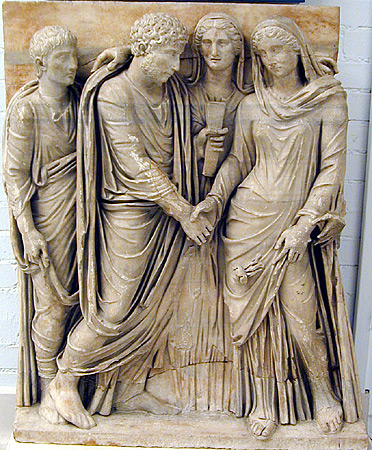
Celebración de la Iusta nuptiae, institución base de la familia romana.

En Derecho romano, el matrimonio o  iustae nuptiae es el celebrado conforme al Ius civile, en que el adjetivo femenino plural iustae hace referencia a la conformidad de esta institución con el ius. Así, iustae nuptiae es el matrimonio cuyos efectos, tanto patrimoniales como familiares (concretamente, potestativos), son tomados en consideración en las decisiones de los juristas romanos. Así, por ejemplo, uno de estos  juristas,   Modestino, lo define como «la unión del varón y de la mujer, implicando consorcio por toda la vida e igualdad de derechos divinos y humanos». Por su parte, el emperador Justiniano expresa que es «la unión del varón y la mujer con la intención de continuar la vida en común». Conviene destacar que en Roma, el matrimonio era una situación de hecho reconocida y aceptada por la sociedad, y no un contrato solemne como lo es hoy en la mayoría de los países occidentales. Su importancia radica en que es el fundamento de la familia romana y de ahí que, aun cuando no sea un acto jurídico, sí produce efectos jurídicos importantes.

## Naturaleza jurídica
La cuestión de su naturaleza jurídica es uno de los grandes temas que ha sido objeto de discusión entre las distintas corrientes de pensamiento jurídico. Así, durante mucho tiempo se sostuvo que el matrimonio fue considerado por los romanos como un contrato, esto es, que surgía en virtud de un consentimiento con carácter contractualista, por considerársele como un acto inicial de voluntad del que se originaba un vínculo jurídico. En este sentido se llegó a sostener, que los contratos pueden ser obligatorios y  no obligatorios y que el matrimonio es de estos últimos.  
A finales del siglo XIX surgieron criterios disidentes, según los cuales el consentimiento que se exige en materia de matrimonio no puede entenderse como contractual, esto es, como creador de un vínculo que pudiese existir independientemente de su causa, siendo por tanto el matrimonio una simple situación de hecho que subsiste mientras se mantenga el consentimiento. Así, se ha dicho que el matrimonio romano es un hecho social que se justifica y fundamenta en la existencia y permanencia de la affectio maritalis, la cual no es, como hoy día, un consentimiento inicial, sino duradero, de modo que cuando cesa, desaparece igualmente el propio matrimonio. 
Para los partidarios de esta posición, el matrimonio es una mera situación de convivencia de dos personas de distinto sexo, cuyo inicio no está marcado por exigencias de formalidad alguna de orden jurídico, manteniéndose por la affectio maritalis o intención continua de vivir como marido y mujer, y siendo, por tanto, un hecho social en el cual la ley tenía poco que ver.
Sin perjuicio de ello, hoy en día algunos insisten en considerar al matrimonio romano como un contrato o, mejor dicho, como una situación jurídica que nace de un contrato y que este sólo exige que los contratantes sean capaces de consentir y que ese consentimiento sea serio y no simulado, agregando que como contrato no admite condiciones ni términos (plazos). 
Otro sector de la doctrina, identifica el consentimiento existente en el matrimonio con el que se da en los contratos de sociedad, señalando que el consentimiento de los contrayentes es el único elemento esencial en orden a la existencia del matrimonio, el cual viene a parecerse a un contrato de sociedad surgiendo y persistiendo por la mera voluntad de los cónyuges.

Nuptiae autem, sive matrimonium, est viri et mulieris coniunctio, individuam vitae consuetudinem continens. (Las nupcias consisten en la unión del hombre y la mujer, llevando consigo la obligación de vivir en una sociedad indivisible).

## Requisitos
- Ius connubii
- Pubertad
- Capacidad
- Consentimiento

### Ius connubiide los contrayentes
El ius connubii es la capacidad jurídica para contraer el legítimo matrimonio romano, que era propio de los ciudadanos romanos y latinos veteris hasta antes de la Constitución imperial de Antonino Caracalla del año 212 d. C.; año en el cual, en virtud de dicha constitución, se otorga la ciudadanía romana a todos los habitantes del Imperio, incluidos los peregrinos y latinos junianos. Ya en tiempos de Justiniano, sólo los esclavos y bárbaros (que no habitan en el Imperio) no gozaban del ius connubii.
De todas formas, para contraer la iusta nuptia era necesario que ambos contrayentes tuviesen este ius connubii, sin perjuicio de que en caso de que uno de los cónyuges hubiere contraído iusta nuptia creyendo que la pareja poseía el ius connubii, siendo que en realidad no era así, el matrimonio no producía efectos jurídicos centrales, como la agnación, la patria potestas y la manus. No obstante ello, desde el año 212 d. C. esto no tuvo mayor relevancia.

### Pubertad de los contrayentes
Debido a que uno de los fines del matrimonio es la procreación y la perpetuación de la especie, se hacía necesario que los contrayentes tuviesen la madurez sexual suficiente para contraer iustae nuptiae. Vale decir, en la Antigua Roma, se exigía que el varón y la mujer fuesen púberes, esto es, mayores de 14 y 12 años respectivamente. Este fue el criterio adoptado por Justiniano, inspirándose en la Escuela Proculeyana; descartando el criterio de Sabino que exigía que en el caso del varón fuera necesario un examen físico. De todas formas, respecto de la mujer, siempre se entendió que la edad en que llegaba a la pubertad, eran los 12 años.

### Capacidad de los contrayentes
La exigencia de capacidad a los contrayentes puede definirse también por la exigencia de ausencia de impedimentos por parte de estos. Los impedimentos de los que hablamos, pueden ser absolutos o relativos.
Los impedimentos absolutos, imposibilitan que un sujeto pueda contraer matrimonio; y los Impedimentos relativos imposibilitan que un sujeto contraiga matrimonio con determinadas personas.

### Impedimentos absolutos
- Impubertad: Como ya se expresó, uno de los objetivos del matrimonio es la procreación, de manera que no pueden contraer iusta nuptia los sujetos que no han alcanzado la pubertad. El criterio para determinar la pubertad es el seguido por los Proculeyanos; vale decir son incapaces de celebrar legítimo matrimonio, los varones menores de 14 años, y las mujeres menores de 12 años.

- Castración: Esta causa se habría establecido en una época tardía, y se señala que la habrían tomado de prácticas orientales, entre otras, aquella que entregaba aquellos cargos importantes de la administración del Estado y de la casa del Emperador a eunucos. El matrimonio exigía estar dotado de los órganos esenciales para la reproducción, sin llegar a exigir fertilidad o fecundidad. En razón a ello es que se consideraba capaz de copular al estéril, pero no al castrado, por carecer de los órganos necesarios para la cópula.

- Vínculo matrimonial no disuelto: Este impedimento dice relación con una característica esencial del matrimonio romano, que es esencialmente monogámico.

- La viuda antes de cumplirse el año de luto: Esta norma existe para impedir la incertidumbre de la paternidad (turbatio sanguinis o partus) que otro matrimonio contraído antes del plazo máximo de gestión podía originar, imponiéndole a la viuda la necesidad de dejar pasar un determinado lapso de tiempo, exigencia que se extendió a la mujer divorciada.

- Demencia: Los motivos para impedir que los dementes (loco furioso o mente captus) contrajesen iusta nuptia, es que no tienen conciencia de los actos o hechos que ejecutan en la vida social y jurídica.

### Impedimentos relativos

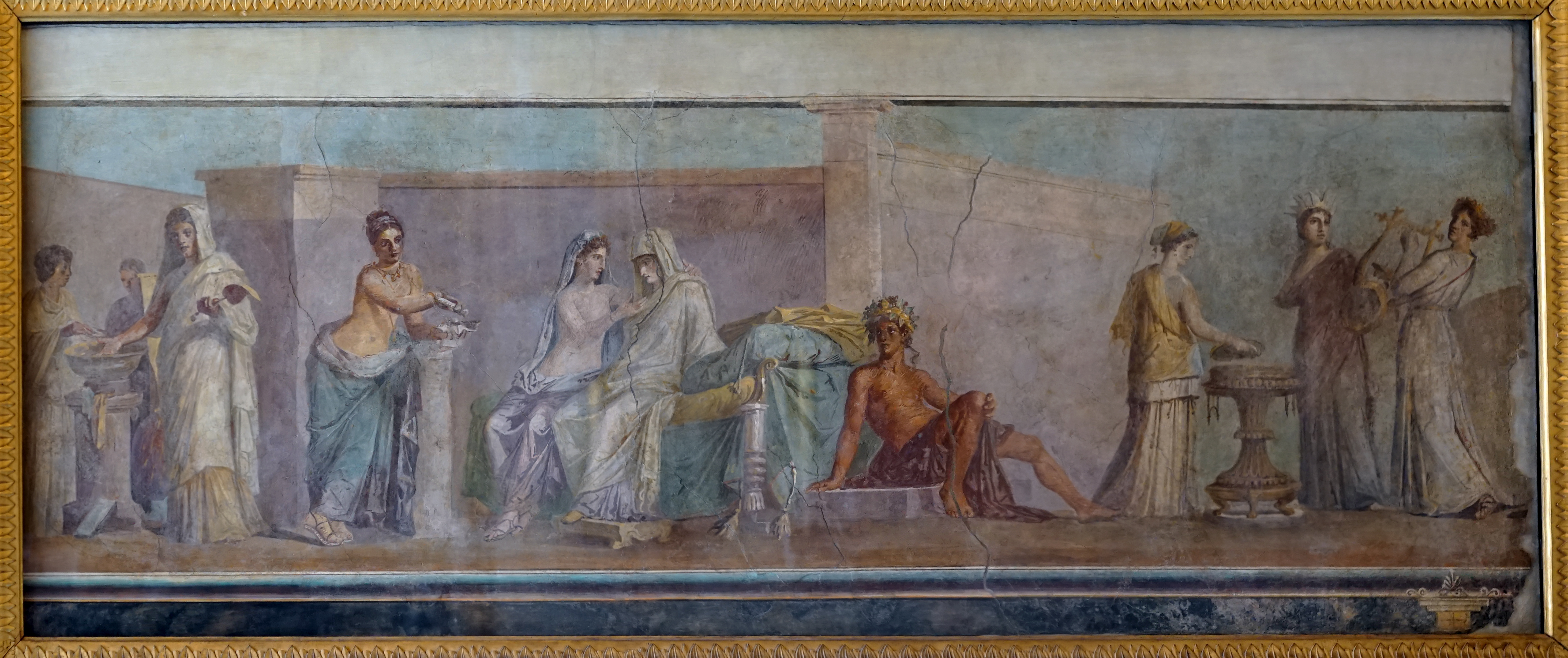
Aunque la ritualidad no afecta la esencia jurídica del matrimonio, muchas veces suele ir acompañado de éstas, como en el caso de la conducción de la mujer a la casa de su marido (deductio in domun maritti).

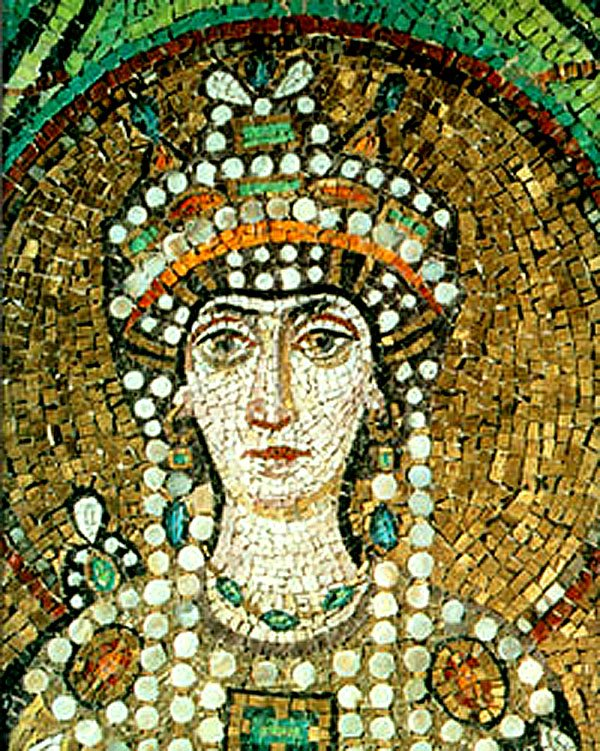
Teodora, esposa de Justiniano, se dice que habría tenido un pasado de dudosa reputación; y que por ello, este habría abolido el requisito de la dignidad dudosa, para casarse con ella.

- Parentesco: Hay que distinguir sobre la base de los distintos tipos de parentesco.
  - En lo relativo al parentesco de sangre, hay que distinguir entre línea recta y línea colateral. En efecto, en la línea recta se impedía el matrimonio en forma absoluta, vale decir, en toda la línea recta, no pudiendo contraer entre sí matrimonio los ascendientes y descendientes. Por su parte, en la línea colateral no siempre se aplicó un mismo criterio. Los grados de parentesco que constituían impedimento cambiaron con el tiempo. En efecto primitivamente llegaba hasta el sexto grado; más adelante, a comienzos del siglo II a. C. se estableció la limitación hasta el cuarto grado (primos hermanos); luego se habría relajado, limitándose al tercer grado (de esta forma se prohibía el matrimonio entre hermanos, entre tío y sobrina y entre tía y sobrino); sin perjuicio de que  en los tiempos del emperador Claudio (49 d. C.) un senado consulto autorizó el matrimonio entre tío y sobrina hija de hermano (colaterales en el tercer grado) para permitir el matrimonio del emperador Claudio con su sobrina Agripina, hija de su hermano Germánico. El emperador Constantino, restableció las cosas al estado anterior.
  - En lo referente al parentesco por afinidad, no podían celebrar justa nuptia la madrastra viuda o divorciada con su hijastro, el padrastro viudo o divorciado con su hijastra, la suegra y el yerno y el suegro y la nuera, llegándose con el cristianismo a prohibirse el matrimonio entre cuñados.
- También se prohíbe el matrimonio entre adoptante y adoptado y entre el adoptante y la mujer de su hijo adoptivo.
- Por otra parte, en los tiempos del cristianismo se habría llegado a prohibir el matrimonio entre padrino y ahijado, entre los cuales existiría algo así como un parentesco espiritual.
- Es del caso recordar la distinción propiamente romana entre parentesco cognaticio y agnaticio, limitándonos a señalar que en la época que se privilegió o consideró el parentesco agnaticio, este constituía un impedimento y así se señala que el matrimonio exigía que marido y mujer provengan de familias distintas.
- Diversidad de religión: La religión jamás fue un impedimento para no celebrar iusta nuptia, ya que los romanos siempre tuvieron una especial tolerancia por los cultos de los pueblos extranjeros, al punto que muchos de ellos, los practicaban; por ejemplo, fue muy común a comienzos de la época imperial, que las mujeres romanas se sintieran atraídas por los cultos en adoración a la diosa egipcia Isis. No obstante ello, las persecuciones en contra de los cristianos tuvieron más bien, un motivo político más que religioso, ya que atentaban contra las costumbres romanas al pregonar con sus voces, en contra de la esclavitud, además de no prestar adoración a la figura del emperador, que en aquella época, se erigía como divinidad a la par de los dioses.

Sin embargo, podemos mencionar ciertos impedimentos por motivos religiosos, como por ejemplo, las vestales que hacían votos de castidad, por lo cual, más que nada, estamos ante un impedimento absoluto, en cuanto no pueden contraer matrimonio. Cuando el cristianismo ejerce su influencia en el Imperio, también surge como impedimento el de los individuos que hacen voto de castidad para consagrarse al Señor.
- Posición social: En cuanto a la posición social, en el primitivo derecho se impedía el matrimonio entre patricios y plebeyos, prohibición eliminada en el año 309 de Roma (445 a. C.) al dictarse la Lex Canuleia (Cicerón criticaba la Ley de las XII Tablas por esta razón).

Por otra parte, pero también por razones sociales, se impedía el matrimonio entre libertos e ingenuos, impedimento que ya en la segunda mitad de la época republicana había caído en desuso, pero que fue expresamente derogado por las leyes Julia y Papia Popea de la época de Augusto, las que mantuvieron la prohibición respecto de los que pertenecieran a la clase senatorial y sus hijos, lo que sólo habría desaparecido en tiempos de Justiniano.
Estas mismas leyes prohíben el matrimonio entre ciudadanos ingenuos con mujeres adúlteras flagrantes. Se señala que las personas de dignidad senatorial y sus hijos no podían casarse con personas que ejercieran ciertas profesiones, lo que habría sido abolido por Justiniano para poder casarse con Teodora quien habría tenido un dudoso pasado.
En relación con el cargo, existió siempre la prohibición de contraer matrimonio entre aquellos que ejercían cargos importantes en provincia, como gobernador u otro cargo relevante ya sea en la administración civil como militar, y mujeres que pertenecieran por su origen o domicilio a la provincia en donde ejercían sus funciones. En todo caso, podían casarse cuando hubiera terminado el ejercicio de su cargo.
- Rapto y adulterio: La Lex Iulia de adulteris coercendis prohibía el matrimonio entre una persona casada y el o la adúltera; y también el matrimonio entre raptor y mujer raptada.
- Tutela y curatela: De acuerdo a un senado consulto de los tiempos de Marco Aurelio y Cómodo (entre 175 y 180 d. C.) se prohibía el matrimonio entre tutor y pupila, antes de rendir cuenta sobre la administración de sus bienes y mientras no se extinga el plazo para intentar una restitutio in integrum por menor de edad, estableciéndose que el impedimento se extendía también al pater del tutor y sus descendientes.

## Consentimiento
El matrimonio en Roma se perfeccionaba mediante el consentimiento, el cual en la justa nupcia debía cumplir con los siguientes requisitos:
- Serio y no simulado.
- No estar afecto a error con respecto a la identidad del otro contrayente.
- Ser puro y simple, esto es, no admitía ninguna modalidad.

En cuanto a los elementos constitutivos del matrimonio, nadie soslaya la importancia del consentimiento como característica propia del matrimonio romano, él cual pervivirá en tanto exista el consentimiento. El consentimiento o affectio maritalis es un elemento subjetivo y esencial, llegando a decirse que el matrimonio romano es más bien un estado de voluntad cotidiano, vale decir, exige consentimiento continuo y duradero y que por estar exento de formalidades permite a algunos sostener que el matrimonio romano consiste sólo en el consentimiento. La manifestación no estaba sujeta a ninguna formalidad, el solo consentimiento bastaba. 
Conviene reiterar que el consentimiento en el matrimonio o affectio maritalis tiene carácter permanente, esto es, se exigía para comenzar y mantener todo matrimonio, y que se trata de un estado de vida cotidiano, esto es, la voluntad de continuar viviendo como marido y mujer. El consentimiento no es solamente inicial, sino que debe ser duradero, continuo, de allí que se le denomine affectio que indica una voluntad con ese carácter. El matrimonio terminaba cuando cesaba la affectio maritalis o sea la mutua intención de ser marido y mujer. Esto varió con el advenimiento del cristianismo, ya que se le otorgó mayor importancia al consensus o consentimiento inicial, llegándose a postular por algunos, los católicos, el carácter indisoluble del matrimonio.

## Consentimiento ystatus familiae

### Situación de losalieni iuris
Conviene destacar que el consentimiento de los contrayentes no es suficiente cuando uno de ellos o ambos están bajo patria potestas, pues en tal caso se requiere, además, el consentimiento del pater familias. Cualquiera sea la edad del alieni iuris, este requiere consentimiento o autorización, el cual, tampoco está sujeto a formalidad y hasta puede ser tácito. En este sentido, se estableció que el silencio del pater implicaba la aceptación del matrimonio.
En los primeros tiempos la norma que exigía la autorización de su pater era absoluta, pero a comienzos del Imperio, con las leyes Julia y Papia, se atenuó esta norma y se generalizaron las siguientes soluciones:
- Si el hijo se había casado sin la autorización de su pater, este podía después de contraído el matrimonio, ratificarlo o confirmarlo con lo cual se subsanaba cualquier vicio que se derivara de la falta de autorización paterna, o sea la ratificación posterior confirma el matrimonio ya contraído.

- Si el pater no puede prestar su consentimiento por encontrarse ausente, prisionero de guerra o padecer algún impedimento que le imposibilitare otorgarlo, puede prescindirse de este requisito, estableciéndose en el Derecho justinianeo que hubiesen transcurrido tres años de ausencia, permitiéndose incluso antes si pareciere verosímil que el pater no se opondría al matrimonio.

- Si el pater no puede prestar el consentimiento en razón de que se encuentre afecto por alguna enfermedad mental, el consentimiento debe ser otorgado por el magistrado oyendo al curador y a los miembros más importantes de la familia.

- Si el pater de la mujer se niega a prestar el consentimiento sin que exista causa o motivo suficiente, puede ser suplido por el magistrado. Ello no ocurre cuando el pater familias del varón es el que rehúsa su consentimiento, pues aquí rige un principio según el cual a nadie puede hacérsele un heredero contra su voluntad (se aplicaría en caso de matrimonio de hijas). Finalmente, Justiniano equipara a los hijos de ambos sexos.

Cabe destacar que el pater no puede imponer a un filiusfamiliae un matrimonio, dado que el matrimonio exige siempre el contrayente del varón y la mujer que se unen en comunidad. 
Finalmente, tratándose de hijos varones, además del consentimiento del paterfamilias se exige también el del padre, pues los hijos habidos en este matrimonio podrían eventualmente quedar bajo su patria potestas. 

### Situación de lossui iuris
Cabe destacar que respecto de los sui iuris, en virtud de dos constituciones de Constantino se exige para el matrimonio de las hijas menores de edad el consentimiento del padre, de la madre y a falta de ésta, de los más próximos parientes.
En el caso de una mujer sui iuris mayor de edad, algunos autores consideran que debía intervenir la autorización del tutor, pero cesada la tutela en razón del sexo, sólo se exigía el consentimiento de los parientes próximos y, en caso de disenso, la intervención de la autoridad judicial. 

## Rituales
En Roma no existían ni registros ni formalidades de ninguna índole, así, no se exigía la concurrencia de algún ministro de fe. Se perfecciona por la libre voluntad de un hombre y una mujer que quieren ser marido y mujer, esto es, por lo que los romanos denominan affectio maritalis. Sin perjuicio de ello, los usos sociales determinaban que algunos actos más o menos rituales (nuptiae) acompañaran con gran frecuencia el comienzo de la vida matrimonial. Uno de ellos es la deductio in domun maritti o conducción de la mujer a la casa del marido en medio de un cortejo nupcial formado por parientes y amigos, cuando la esposa traspasaba el umbral de la casa, el marido le ofrece el agua y el fuego, que son considerados elementos de la vida

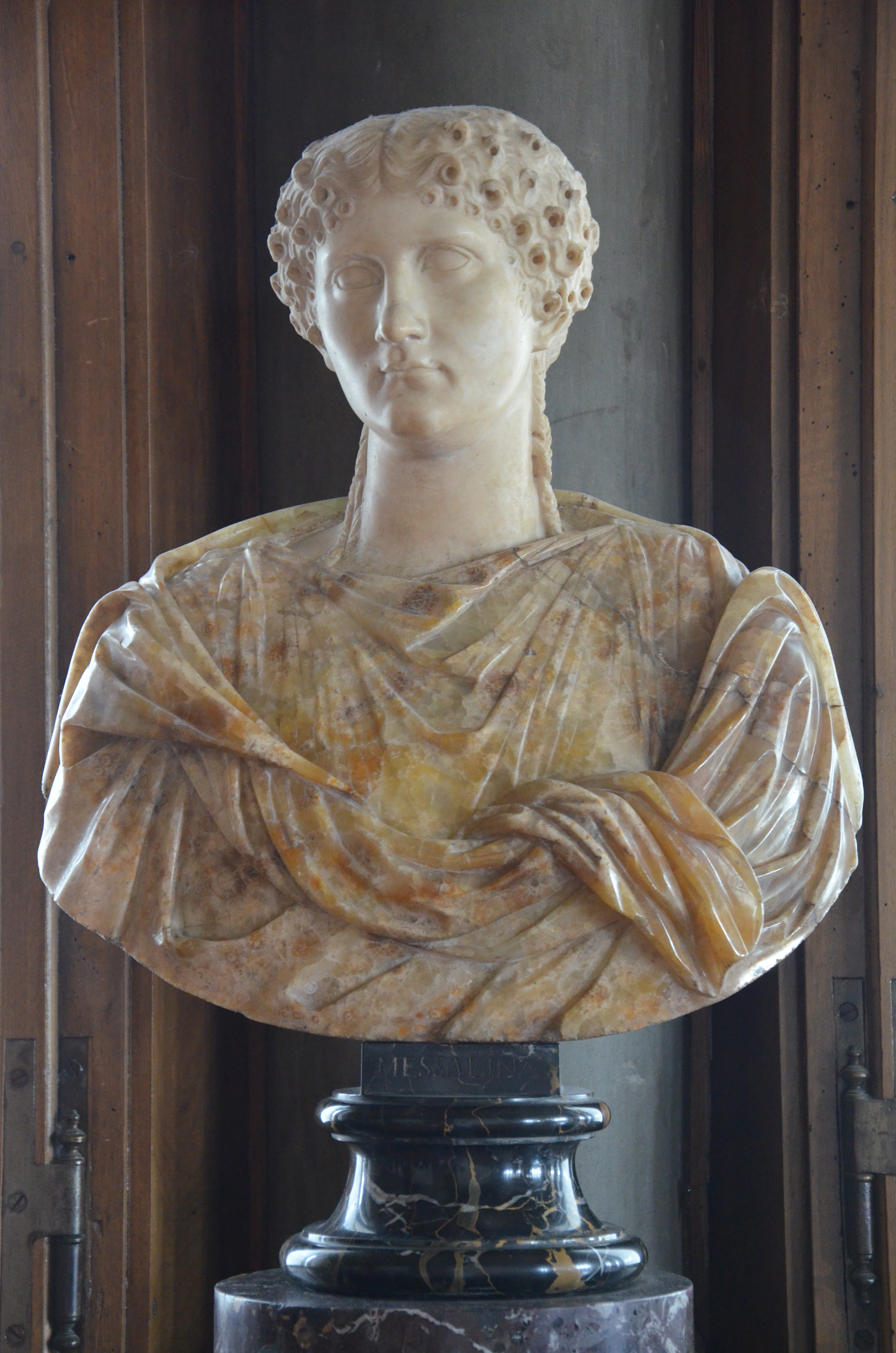
En la época del emperador Claudio (49 d. C.) en virtud de un senadoconsulto se autorizó el matrimonio entre tío y sobrina hija de hermano (colaterales en el tercer grado) para permitir el matrimonio de este con su sobrina Agripina, hija de su hermano Julio César Claudiano. Constantino, posteriormente restableció las cosas al estado anterior.

En concreto, el matrimonio romano era jurídicamente informal en su esencia, si bien sí que existieron formas rituales de índole social o religiosa que pudieron acompañarlo, aunque éstas no alteraron tocaron su estructura jurídica propiamente dicha.

## Prueba del matrimonio
En caso de discusión sobre si dos personas estaban casadas, podían usarse todos los medios de prueba contemplados en la ley, esto es, testigos, instrumentos, confesión de los interesados, etc. Es del caso destacar que la propia convivencia marital era un importante instrumento probatorio del consentimiento matrimonial. 
En todo caso, para muchos la convivencia marital sería un elemento objetivo del matrimonio, pero que el consentimiento de las partes no exige estar sostenido por una cohabitación efectiva. Así, la convivencia podía no ser efectiva y el matrimonio, empero, podía seguir subsistiendo, en tanto varón y mujer, ambos, se guardaran recíprocamente el respeto y la consideración: ello constituía el honor matrimonii y así se aceptaba la posibilidad de contraer matrimonio en ausencia del marido, por el hecho de entrar la mujer en la casa del varón mediante la deductio in domun mariti. En este sentido algunos autores, como Accarias, consideran que lo que es necesario es que la cohabitación física sea actualmente posible o bien que la mujer sea puesta bajo la disposición del marido (Paulo destaca que un hombre ausente puede casarse, a diferencia de una mujer ausente).
En concreto, puede contraerse el matrimonio entre personas ausentes, que manifiesten su intención por carta o mensaje, pero a condición de que la mujer entre en la casa del marido, iniciando así aquella vida común que sería el elemento objetivo del matrimonio. 
En cuanto a la prueba de la affectio maritalis, que sería el elemento subjetivo, Bonfante señala se demuestra mediante las declaraciones de los cónyuges mismos o de los parientes y amigos, pero más que nada mediante su manifestación exterior, o sea, el honor matrimonii, que es el modo de tratarse, en todas las formas, como en la sociedad se deben tratar dos cónyuges, conservando la mujer la posición social del marido y la dignidad de este. En este sentido, si un hombre y una mujer casados debían vivir constantemente separados, como ocurría entre personas consulares, si los dos mantienen recíprocamente el honor matrimonii, el matrimonio existe.

## Efectos del matrimonio sobre la mujer
Si bien el matrimonio es uno y único, la situación de la mujer dentro del mismo es distinta según se encuentre o no sometida al poder marital, manus, como consecuencia de la incorporación, en ciertos casos, de la mujer a la familia agnaticia del marido. De esta forma, para precisar los efectos del matrimonio respecto de la mujer es necesario distinguir entre matrimonio cum manu y matrimonio sine manu. 
Sin perjuicio de ello, no podemos dejar de mencionar que el matrimonio por sí, no obstante ser una simple situación de hecho, produce ciertos efectos jurídicos independientemente de si se acompaña o no de la manus, y así tenemos que el matrimonio establece entre los cónyuges una societas vitae (comunidad de vida). 
En efecto, podemos mencionar como efectos comunes tanto al matrimonio cum manus y sine manus los siguientes: 

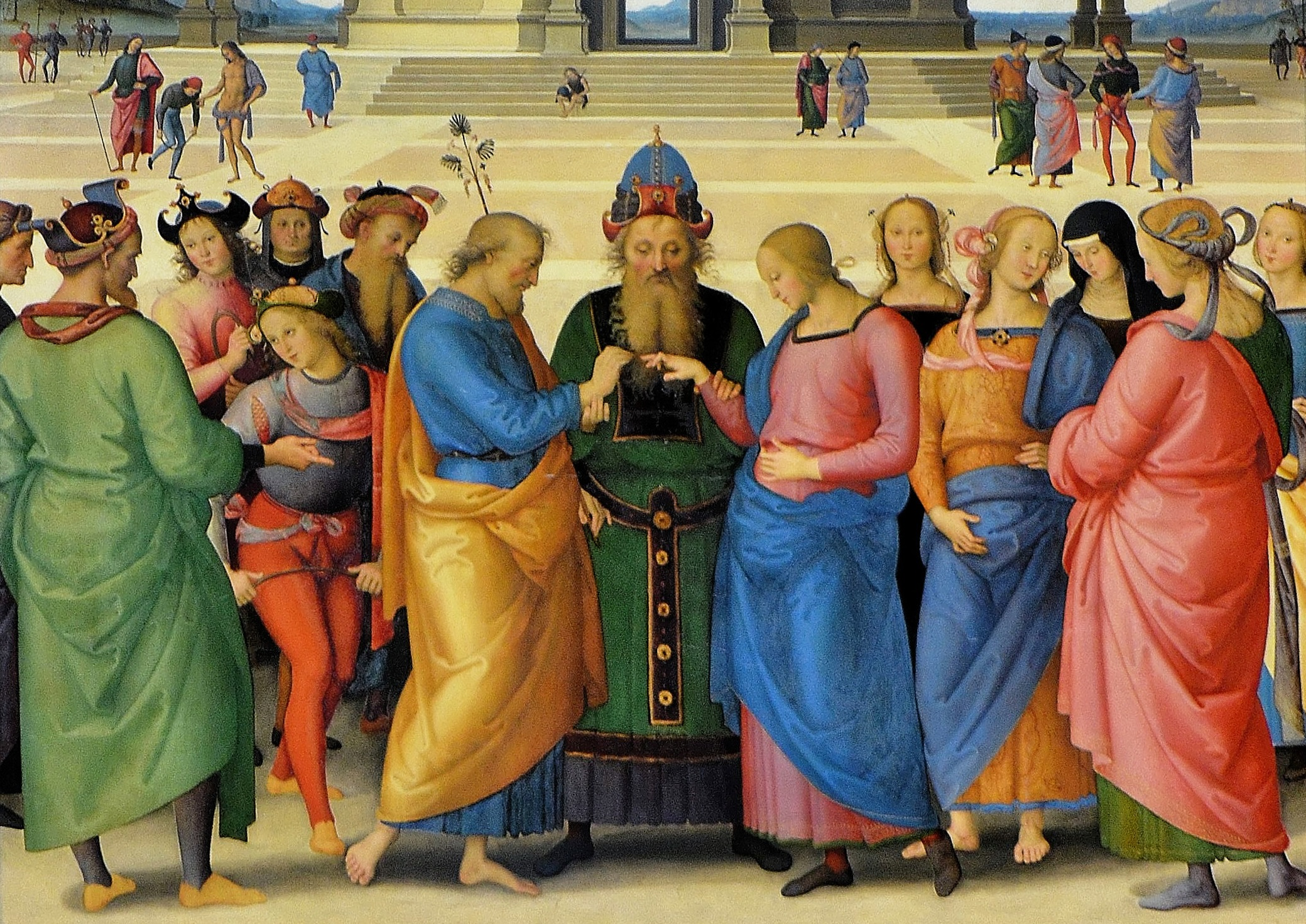
Respecto al adulterio, Justiniano reemplazó la pena de muerte por la reclusión de la mujer en un monasterio, de donde podía salir, en caso de perdón del marido, al cabo de dos años.

- Los cónyuges se deben mutua fidelidad, cuya violación constituye el adulterio, que es justa causa de divorcio, pero en el caso la mujer se le considera más grave pues conlleva el peligro de introducir en la familia sangre extraña. También, como consecuencia de este efecto, resulta que existe impedimento para toda persona casada de contraer segundo matrimonio antes de la disolución del primero.

En todo caso, no podemos dejar de señalar que para el marido el deber de fidelidad no es más que un deber moral. Distinta es la situación de la mujer quien es severamente castigada en caso de adulterio, esgrimiéndose como razón que por esa vía podía la mujer introducir en la familia hijos de sangre extraña. En efecto, en el plano penal, daba derecho al marido de acusar a la mujer para efectos de ser castigada a una pena capital, previo juzgamiento por un consejo de parientes. En este sentido, la sanción del adulterio será durante largo tiempo un asunto de familia. En efecto según una ley atribuida a Rómulo, el marido y el pater tenían el derecho de dar muerte a la mujer infiel. Esta ley habría dejado de ser aplicada y olvidada, sosteniéndose que a fines de la República los maridos romanos se conformaban con el divorcio sin penalidad. Ante esto reaccionó César Augusto quien hizo votar la Lex Iulia de adulteris coercendis, que sometía a las mujeres infieles a una pena consistente en la relegación a una isla, sancionando al marido que no denunciaba a su mujer adúltera como autor del delito de corrupción, otorgándole un plazo de sesenta días para que él o el pater castigaran a la mujer en conformidad a las facultades que les reconocía el ordenamiento jurídico. Vencido este plazo, para que el crimen no quedara impune, la acción popular estaba abierta a cualquiera. De esta forma, el escándalo sancionaba a los maridos demasiado indulgentes. Constantino, tres siglos después intentó volver a la vieja reglamentación. Finalmente, Justiniano reemplazo la pena de muerte por la reclusión de la mujer en un monasterio, de donde podía salir, en caso de perdón del marido, al cabo de dos años.
En el matrimonio romano, nos dice Valencia, sólo la mujer es responsable por infidelidad sexual. El marido, en cambio, no lo es: su infidelidad únicamente se tenía en cuenta como eximente o atenuante del adulterio de la mujer.  
- El marido es a quien corresponde la defensa de la mujer y en ese sentido tiene derecho de perseguir con la actio in iuriarum las ofensas que le fueran infligidas a la mujer.

- Los cónyuges no pueden ejercer el uno contra el otro acciones que conlleven pena infamante, ni las sustracciones entre ellos son consideradas como hurto, o por lo menos se excluye, por regla general y salvo situaciones especiales, la acción de hurto. En todo caso, el cónyuge afectado puede ejercitar mientras dura el matrimonio una condictio sine causa; y después del matrimonio puede ejercer una actio rerum anotarum para recuperar la posesión de las cosas sustraídas durante el matrimonio.

- A fines de la época clásica se reconoce al marido el derecho a exigir que la comunidad conyugal de vida sea respetada por todos. Así, sí un tercero retiene a la mujer, puede mediante un interdicto especial llamado uxore exhibenda et ducenda exigir la exhibición y entrega. Además dispone de una exceptio para rechazar un interdicto de reclamación interpuesto por el pater familias de ella. En todo caso, todavía al comienzo de la época imperial el pater que hubiese conservado la potestad sobre su hija, podía en todo momento exigir al marido la entrega de la misma, interdicto liberis exhibenda et ducenda, pero más tarde, Antonino Pío permitió al marido oponerse a las pretensiones del pater haciendo valer la excepción (defensa) de ser la convivencia marital armónica e injustificada la reclamación de aquel.

- Marido y mujer deben cohabitar y la mujer tiene por casa a la del marido, siendo ese su domicilio.

- La mujer asumía la condición social de su marido.